# Donji Galjipovci
Donji Galjipovci (szerbül: Доњи Гаљиповци), település Bosznia-Hercegovinában, a Bosanska Krajina és a Bosanska Posavina közötti átmeneti területen, Prnjavor község területén, a Szerb Köztársaságban. 

## Fekvése
Bosznia-Hercegovina északi részén, Banja Lukától légvonalban 35, közúton 66 km-re északkeletre, községközpontjától légvonalban 4, közúton 5 km-re északnyugatra, 170-240 méteres tengerszint feletti magasságban, a Lišnja-folyó bal partján található. 

## Népessége
| Nemzetiségi csoport | Népesség 1991 | Népesség 2013 |
| ------------------- | ------------- | ------------- |
| Szerb               | 383           | 419           |
| Bosnyák             | 0             | 0             |
| Horvát              | 1             | 2             |
| Jugoszláv           | 6             | 0             |
| Egyéb               | 36            | 18            |
| Összesen            | 426           | 439           |

## Története
Az itt talált régészteti leletek tanúsága szerint Galjipovci területén már az őskorban is éltek emberek. Határában egy késő bronzkori és egy vaskori erődítmény település maradványa is megtalálható. Donji Galjipovcit először az osztrák-magyarok 1878-as érkezése után említik Srpski Galjipovci néven. Később a falut felosztották a mai Gornji és Donji Galjipovcira.
A térség 1878-ig tartozott az Oszmán Birodalomhoz, ekkor a berlini kongresszus határozata alapján az Osztrák-Magyar Monarchia része lett. 1879-ben az első osztrák-magyar népszámlálás során a Prnjavori járáshoz tartozó településnek 24 háztartása és 246 ortodox lakosa volt. 1910-ben a Prnjavori járáshoz tartozó településen 48 háztartást, 314 ortodox, 14 római katolikus és 4 görög katolikus lakost találtak. A monarchia szétesésével 1918-ban előbb a Szerb-Horvát-Szlovén Királyság, majd 1929-től a Jugoszláv Királyság része. 1921-ben a községnek 73 háztartása és 457 lakosa volt. Az 1929-es törvény értelmében, amikor Bosznia-Hercegovinát négy banovinára, Drinskára, Vrbaskára, Zetskára és Primorskára osztották, a település a Vrbaska banovina része lett, amelynek székhelye Banja Luka volt Jugoszlávia megszállása után a Független Horvát Állam (NDH) része lett. A második világháború után a település a szocialista Jugoszláviához tartozott. A daytoni békeszerződést követő területfelosztásnál a település Prnjavor község részeként a Szerb Köztársaság területéhez került. 

## Nevezetességei
- Határában a Gradina nevű magaslaton vaskori erődítmény maradványai találhatók. A vár csak a déli oldalról közelíthető meg. A kultúrréteg egy 30x10 méteres területen 1,5 méteres mélységig található. A leletek főként cseréptöredékekből állnak.[4]

- Velika Gradina – késő bronzkori erődített település maradványai a Lišnja-folyó völgye felett. Kiterjedése 200x100 méter. A hosszúkás platón elhelyezkedő lelőhelyen edények, kerámiák, háztartási hulladék találhatók. Az itt talált néhány kovakő arra utal, hogy a hely már az erődítések építésénél korábban is lakott volt. Kora a késő bronzkorból a kora vaskorra való átmenet időszakára tehető. [4]

- Galjipovciban a Tsareva Gorában (erdő Galjipovciban) van Damjan sírja. Damján hajdú volt, aki az itteni törökellenes felkelés idején (1875-1878) a törökök ellen harcolt. A sír kulturális és történelmi emlék.